# Lophozia bicrenata
Lophozia bicrenata là một loài Rêu trong họ Jungermanniaceae. Loài này được (Schmidel) Dumort. mô tả khoa học đầu tiên năm 1835.